# Willem Herman Cost Jordens
Willem Herman Cost Jordens (Deventer, 5 maart 1799 - Deventer, 23 november 1875) was een Nederlands procureur, rechter en politicus en lid van achtereenvolgens de Tweede en Eerste Kamer der Staten-Generaal.
Willem Herman Cost Jordens was de zoon van rechtbankgriffier Herman Johan Cost Jordens en Barbara Elisabeth Cost. Cost Jordens studeerde aan het Atheneum Illustre te Deventer vanaf 1816, studeerde wis- en natuurkunde aan de Hogeschool te Leiden en vervolgens Romeins en hedendaags recht, waarin hij in 1822 promoveerde aan de Hogeschool te Leiden ("met goud bekroond"). Hij keerde terug naar Deventer, waar hij procureur werd (1822 - 1826) en later kantonrechter (1826 - 1855).
In 1827 werd hij daarnaast gekozen in de Stedelijke Raad van Deventer, waarvan hij lid zou blijven tot 1874. Van 1837 tot 1842 was hij daarnaast ook lid van de Provinciale Staten van Overijssel, met een korte onderbreking in het najaar van 1840. Toen werd hij voor Overijssel gekozen als buitengewoon lid van de Tweede Kamer der Staten-Generaal ten behoeve Dubbele Kamer voor de grondwetswijzigingen van 1840.
Vervolgens was hij van 1842 tot 1849 lid van de Tweede Kamer der Staten-Generaal, waar hij behoorde tot de financiële oppositie onder Koning Willem II. Hij sprak vooral over financiële onderwerpen zoals het muntwezen, belastingen en de Rekenkamer. In 1844 behoorde hij tot de minderheid die voor een ontwerp-Adres van Antwoord stemden, dat aandrong op een grondwetsherziening - hij werd dan ook gezien als een liberaal. Bij de grondwetsherziening van 1848 stemde hij voor alle voorstellen, behalve bij hoofdstuk IV.
In 1849 verhuisde Cost Jordens naar de overkant, en werd hij gekozen als lid in de Eerste Kamer der Staten-Generaal. In 1853 werd hij bij zijn herbenoeming niet toegelaten als lid, omdat hij na zijn verkiezing was herbenoemd als kantonrechter, en een nieuwe verkiezing nodig was. Uiteindelijk bleef hij tot 1873 lid voor Overijssel van de Eerste Kamer, en nam hij ontslag als Kamerlid vanwege zijn hoge leeftijd van 74 jaar. In de Eerste Kamer sprak hij over justitiële onderwerpen, waterstaat, financiën, handel en Indische zaken. Hij stemde onder meer tegen de aanleg van de Noorder- en Zuiderspoorwegen in 1860, voor de (verworpen) Indische Begroting van 1862, voor afschaffing van het dagbladzegel in 1869 en voor de afschaffing van de doodstraf in 1870.
Cost Jordens trouwde op 28 mei 1826 met Anna Maria Gezina Cock. Hij was een neef van Hendrik van Loghem (lid Tweede Kamer van 1862 tot 1864) en aangetrouwde neef van Gerard Dumbar (lid Tweede Kamer van 1862 tot 1873 en lid Eerste Kamer van 1873 tot 1878). Hij was lid van de Maatschappij der Nederlandse Letterkunde te Leiden, het Historisch Genootschap te Utrecht en het Provinciaal Utrechtsch Genootschap van Kunsten en Wetenschappen. In 1874 werd hij benoemd tot Commandeur in de Orde van de Nederlandse Leeuw.